# Busschleuse

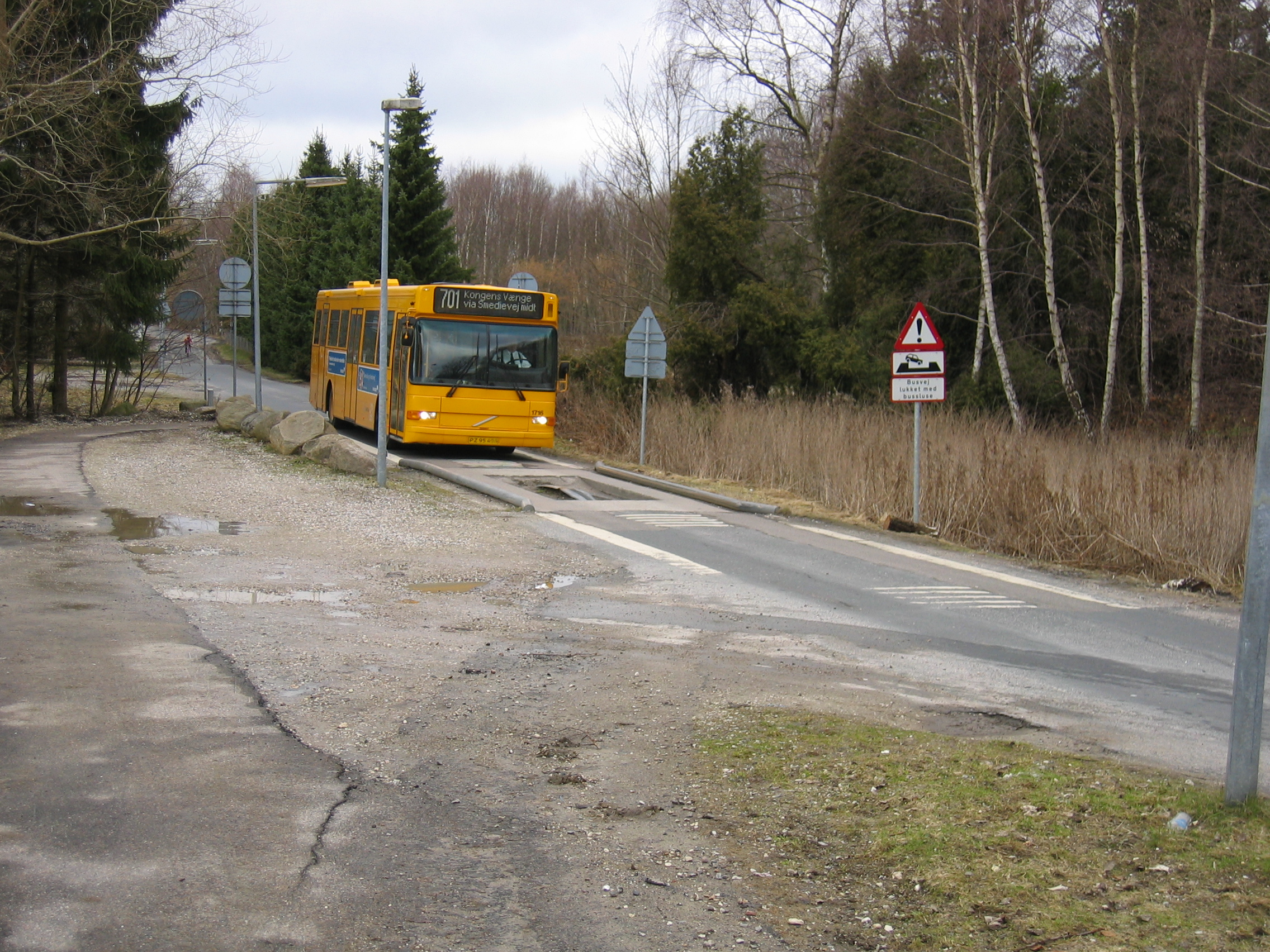
Linienbus passiert eine Busschleuse in Hillerød, Nord-Seeland, Dänemark

Eine Busschleuse ist ein Fahrbahnabschnitt, der (ggf. nur zeitweise) ausschließlich dem Linienverkehr von Bussen vorbehalten ist. Straßenkreuzungen, Einmündungen oder Zufahrten werden dazu signaltechnisch oder baulich durch steuerbare oder passive Sperren gesichert.

## Zweck
Busschleusen dienen dazu, Bussen an Einmündungen oder Kreuzungen Vorfahrt zu gewähren, oder um Busspuren für andere Fahrzeuge zu sperren. Sie können eine Maßnahme zur Verkehrsberuhigung sein, um gleichzeitig den Durchgangsverkehr von Wohnquartieren fernzuhalten und deren Erschließung durch Buslinien zu gewährleisten.

## Aktive Bussschleuse

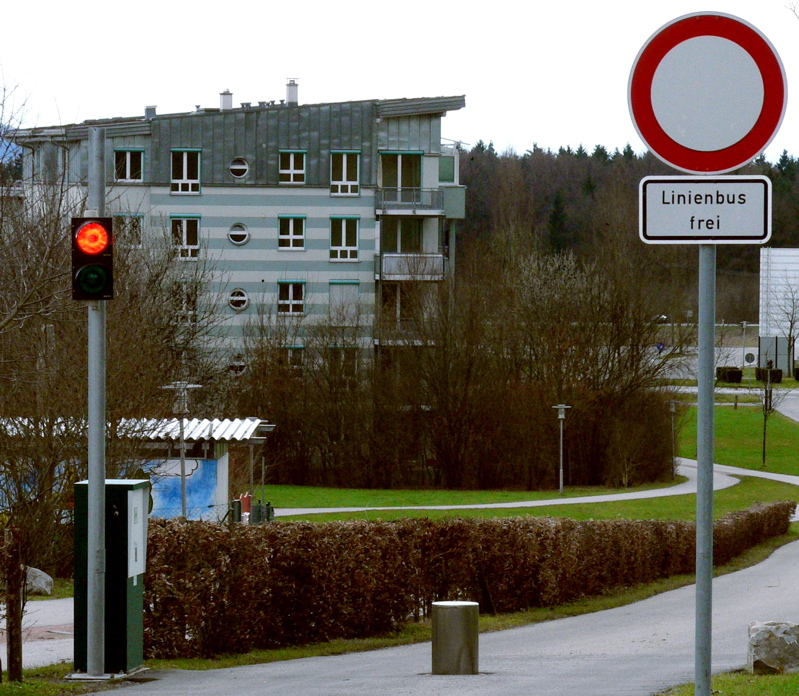
Aktive Busschleuse in Ravensburg

Aktive Busschleusen bestehen aus einem Poller oder einer Pyramide, die bei Annäherung eines Busses per Elektronik versenkt werden, oder einer Schrankenanlage, die die Durchfahrt nur für einen begrenzten Nutzerkreis, meist auch den Linienbusverkehr, ermöglicht. Aktive Busschleusen erlauben die Durchfahrt nur für Linienbusse. Sie werden häufig mit einer Lichtsignalregelung ergänzt, die nur bei Ankunft eines Busses auf Grün schaltet. Ein Beispiel mit versenkbaren Pollern gibt es u. a. am Leopoldsplatz in Baden-Baden.

## Passive Busschleuse

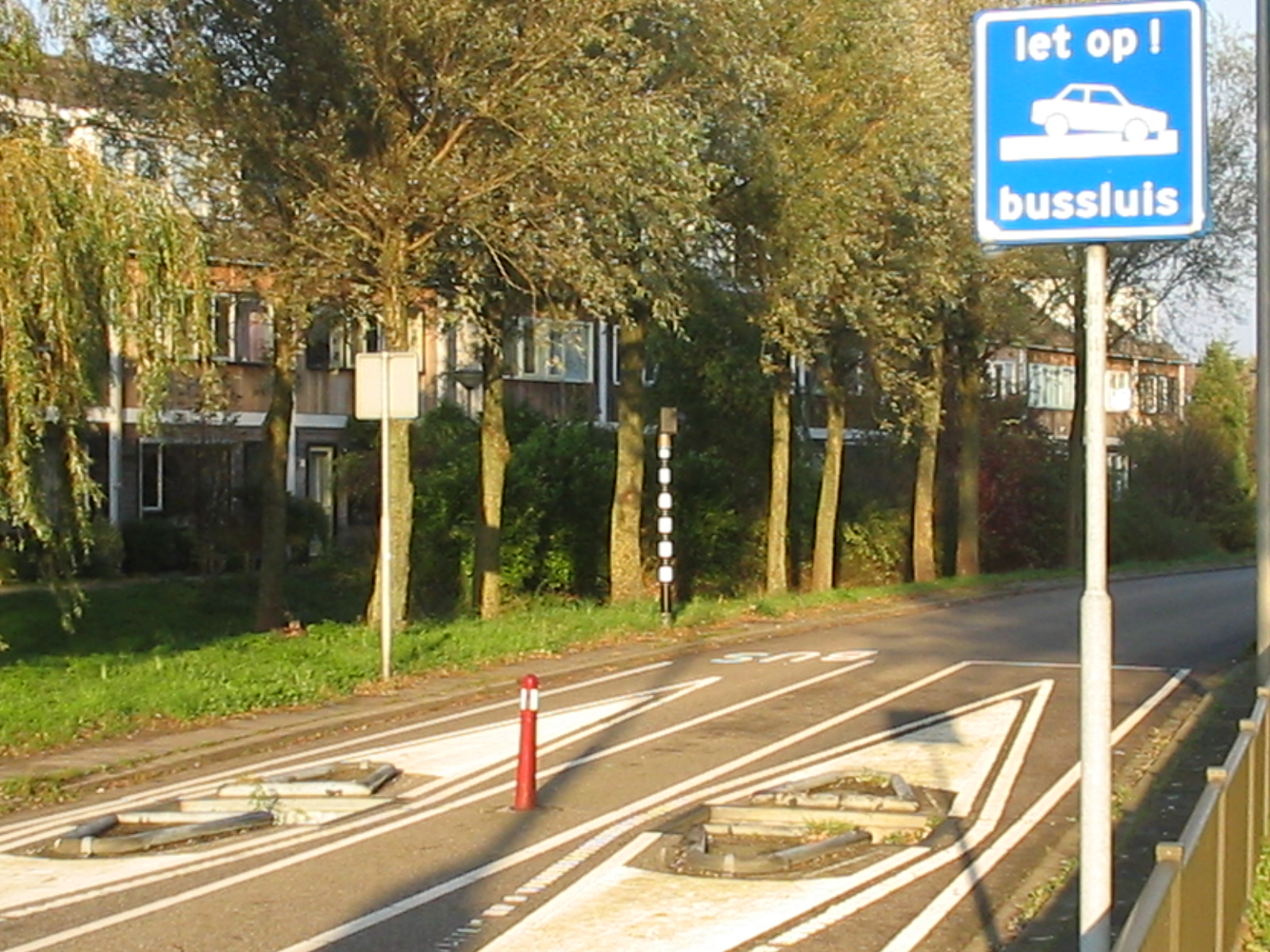
Niederländische Busschleuse in einem Delfter Wohngebiet mit Warnschild

Passive Busschleusen bestehen aus einem Fahrbahnabschnitt, der durch Anlage von Rampen, Senken oder Hindernissen in der Mitte der Fahrspur Pkw an der Durchfahrt hindert. An Pkw können auf Grund ihrer geringeren Breite oder mangelnden Bodenfreiheit bei der Durchfahrt Schäden entstehen. Passive Busschleusen müssen aus Sicherheitsgründen mit Schildern angekündigt werden, da sonst Rechtsprobleme wegen der Schäden am Pkw die Folge sein können. In den Niederlanden ist es ein quadratisches, blaues Schild, das einen weißen Pkw mit den Vorderrädern in einer Senke zeigt. In Dänemark ist es ein weißes Zusatzschild zum Verkehrszeichen „A99: Andere Gefahren“, das einen Pkw in eine Senke stürzend zeigt. Für Lkw, private Busse und ggf. auch überbreite Geländewagen bleiben passive Busschleusen passierbar. In Deutschland ist eine Beschilderung ausreichend, bei der anderer Verkehr ausgeschlossen, der Linienverkehr aber frei gegeben wird. Beispiele für passive Busschleusen finden sich in Hannover-Bornum und Oldenburg (Oldbg.).

## Signalisierte Busschleuse
Als Busschleusen werden auch signaltechnische Maßnahmen an Bushaltestellen oder am Ende einer Busspur im Rahmen der ÖPNV-Bevorrechtigung bezeichnet. Dabei wird im Abstand von mindestens 30 Metern vor einer Straßenkreuzung eine zweite Ampel aufgestellt; der Zwischenraum dient der Einfädelung der Linienbusse vor dem Individualverkehr. Der Bus kann dann als Pulkführer in den nächsten Straßenabschnitt einfahren oder am nächsten Knotenpunkt links abbiegen, obwohl er zuvor eine Haltestelle am rechten Fahrbahnrand hat. Beispiele finden sich in Göttingen (Kreuzbergring westlich der Goßlerastraße),, Münster (Albersloher Weg vor Hansaring), Frankfurt am Main und Mönchengladbach. Nach ähnlichem Prinzip arbeitet die Fahrradschleuse.
Nach Boltze sind in den jeweiligen Richtlinien zu Lichtsignalanlagen nur in Deutschland und Österreich Aussagen zu Busschleusen zu finden. Die Richtlinien von Schweiz, Frankreich, Großbritannien und den USA hatten zumindest 2007 noch keine Aussagen dazu.

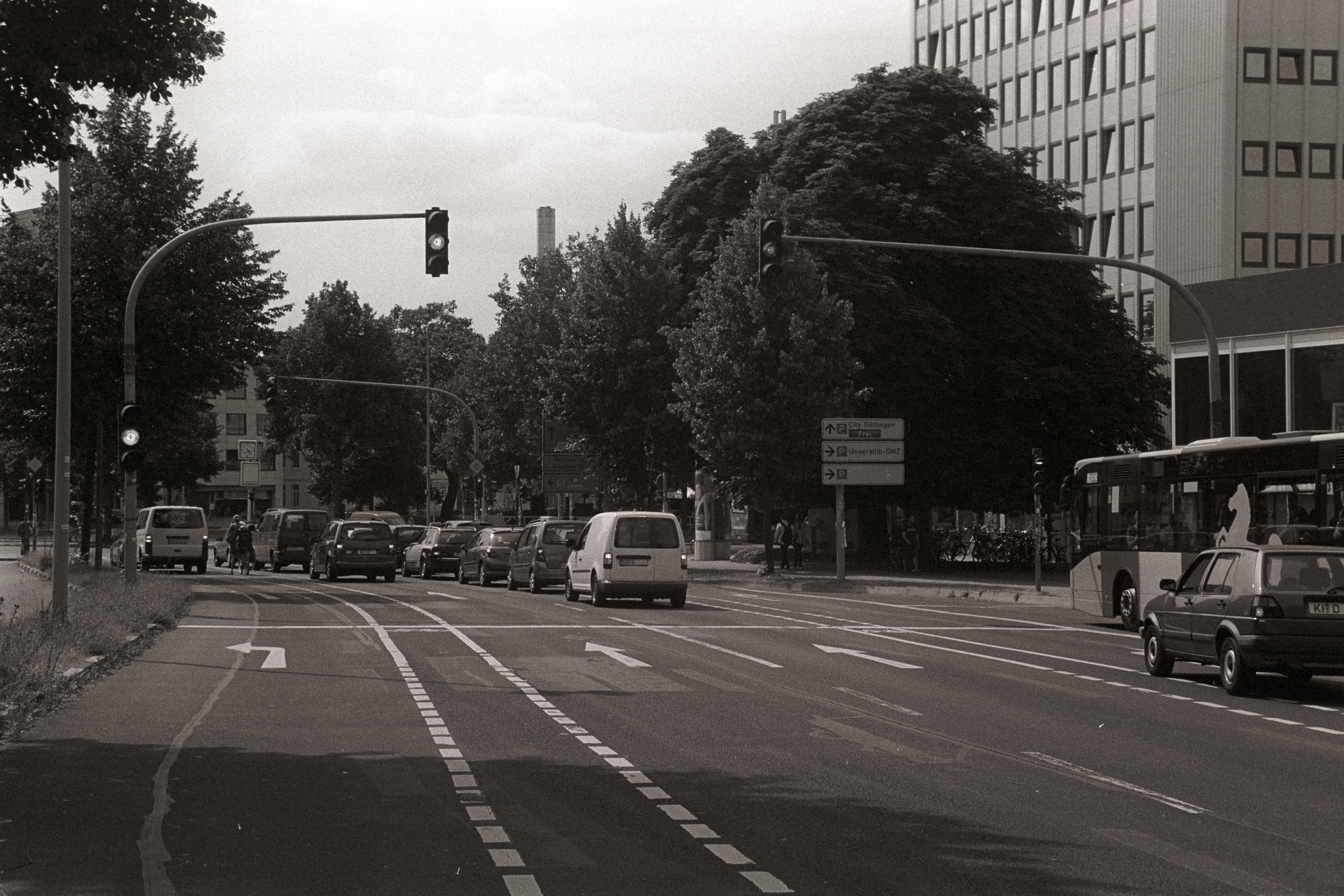
Der Individualverkehr wird durch die vorgeschaltete Ampel angehalten. Die Auslösung erfolgte durch Passieren einer in der Busspur eingelassenen Induktionsschleife.
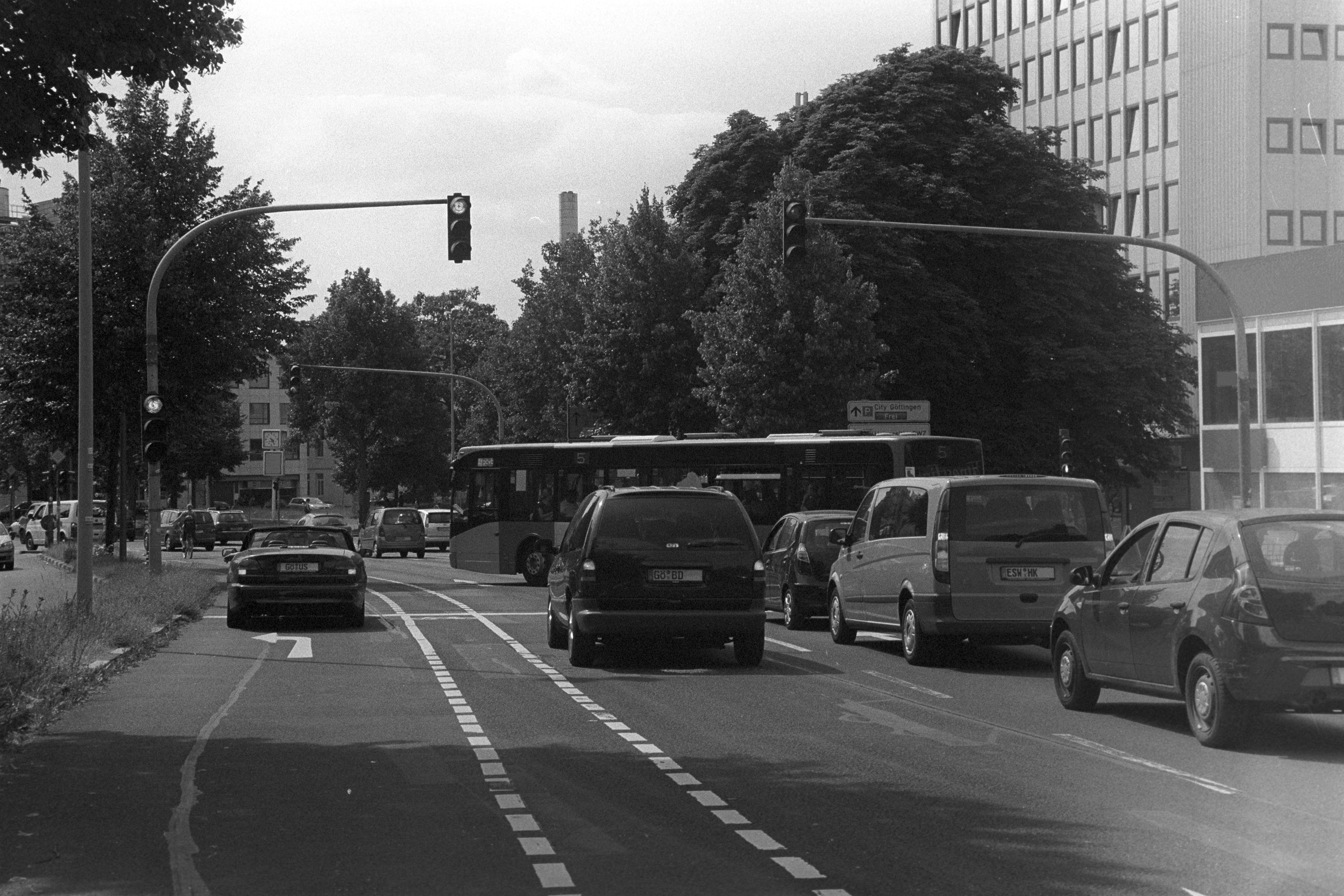
Der Bus kann zum Linksabbiegen am nachfolgenden Knotenpunkt (ca. 30m) alle Fahrstreifen queren. Die Freigabe des Individualverkehrs erfolgt danach, zeitlich versetzt.